# Pilar Bayona Sarriá
Pilar Bayona Sarriá (Zaragoza, 10 de febrero de 1947), conocida como Pili, es una actriz española. Comenzó su carrera artística en la adolescencia, formando el famoso dúo cómico y musical femenino Pili y Mili, desde 1963 hasta 1970, junto a su hermana gemela, la ex-actriz Aurora Bayona.
Tras el matrimonio de esta última y su definitiva ausencia del medio artístico, continuó su carrera en solitario, centrándose en el mundo de la actuación en cine, teatro y televisión.

## Filmografía

### Con el dúo Pili y Mili
| Año  | Título                     | Personaje        | Dirección                   |
| ---- | -------------------------- | ---------------- | --------------------------- |
| 1963 | Como dos gotas de agua     | Pili Benítez     | Luis César Amadori          |
| 1964 | Dos chicas locas, locas    | Pili             | Pedro Lazaga                |
| 1965 | Whisky y vodka             | Ilinka Gorin     | Fernando Palacios           |
| 1965 | Dos pistolas gemelas       | Jenny            | Rafael Romero Marchent      |
| 1966 | Escándalo en la familia    | Pili Luna        | Julio Porter                |
| 1967 | Un novio para dos hermanas | Pili García      | Luis César Amadori          |
| 1968 | Dos gemelas estupendas     | Blanca Rosa Ríos | Miguel Morayta Martínez     |
| 1968 | Agáchate, que disparan     | Pili             | Manuel Esteba               |
| 1969 | Princesa y vagabunda       | Marciana         | Miguel Morayta Martínez     |
| 1970 | La guerra de las monjas    | Pilar            | José María Fernández Unsáin |

### Como Pilar Bayona
| Año  | Título                     | Personaje           | Dirección                                                   |
| ---- | -------------------------- | ------------------- | ----------------------------------------------------------- |
| 1969 | El taxi de los conflictos  | Catalina            | Antonio Ozores, José Luis Sáenz de Heredia y Mariano Ozores |
| 1970 | El club de los suicidas    | Mónica              | Rogelio A. González                                         |
| 1971 | El tesoro de Morgan        | Magda Rossini       | Zacarías Gómez Urquiza                                      |
| 1971 | Las reglas del juego       | Silvia              | Mauricio Walerstein                                         |
| 1971 | Mecánica nacional          | Mujer de blanco     | Mecánica nacional                                           |
| 1973 | El derecho de los pobres   | Marta               | René Cardona                                                |
| 1974 | El juicio de Martín Cortés | Viviana             | Alejandro Galindo                                           |
| 1980 | Los fieles sirvientes      | Eli                 | Francesc Betriu                                             |
| 1980 | Viva la clase media        | Vendedora de libros | José María González Sinde                                   |
| 1987 | En penumbra                | Señora en la feria  | José Luis Lozano                                            |
| 1998 | Quince                     | Marisa              | Francisco Rodríguez Fernández                               |
| 2002 | Deseo                      | Carmen              | Gerardo Vera                                                |

### Cortometrajes
| Año  | Título                       | Personaje | Dirección           |
| ---- | ---------------------------- | --------- | ------------------- |
| 1971 | Eran tres                    |           | María Eugenia Anaya |
| 1985 | Stanislavsky sube al séptimo |           | José Miguel Juárez  |
| 2011 | Muertos y vivientes          | Señora    | Iñaki San Román     |

## Televisión

### Como Pili
- "Sábado ´64"(1965)

### Como Pilar Bayona
- "Hermanos Coraje" (1972) novela mexicana & peruana.
- "Llegada internacional" (1973 y 1974)
- "Estudio 1" (1982) episodio "La pechuga de la sardina".
- "Yerma" (1985)
- "Arsenal" (1985-1987) episodio del año 1986 "La aventura cotidiana".
- "El olivar de Atocha" (1989) episodio "La casa abierta".
- "Eva y Adán, agencia matrimonial" (1990)
- "7 vidas" (1999)
- "Compañeros" (2001 y 2002) episodios "Lucha por algo" (2001) y "Paso de hacer lo que diga mi madre" (2002).
- "El boy Scout" (2002)
- "Tres tristes tigres" (2002)
- "Periodistas" (2002)

## Teatro
- "La piel del limón" (1976)[1]
- "Angelina o el honor de un brigadier" (1978)
- "La mojigata" (1981)
- "Las bicicletas son para el verano" (1982)[2]
- "La casa de Bernarda Alba" (1984)
- "Eloísa está debajo de un almendro" (1984)
- "Bajarse al moro" (1987)
- "Comedias bárbaras" (1991)
- "Antonio y Cleopatra" (1996)
- "El embrujado" (1996)
- "La rosa tatuada" (1998)[3]
- "Hécuba" (2013)